# Dragonero - La maledizione di Thule
Dragonero - La maledizione di Thule è un romanzo fantasy d'avventura del 2014 scritto da Stefano Vietti e incentrato sul personaggio immaginario Ian Aranill detto Dragonero. 

## Storia editoriale
Dragonero - La maledizione di Thule ha richiesto nove mesi di lavoro suddivisi in due mesi di stesura del soggetto, cinque mesi di scrittura e due mesi di editing e ottimizzazione. È stato il primo libro della carriera di Stefano Vietti, che ha ammesso di essere stato influenzato dallo stile dell'autore Robert E. Howard. Il romanzo è parte del progetto multimediale realizzato per il protagonista della serie Ian Aranill. 
La copertina è opera dell'illustratore Andrea Tentori Montalto mentre la mappa dell'Erondar, presente nella seconda e nella terza di copertina, è opera di Luca Enoch.

## Trama
AAlben il Lùresindo giunge presso Thule, un villaggio nella regione nordica dell'Impero Erondariano, in risposta ad una richiesta di aiuto da parte di Bashka lo sciamano della comunità. Il mago era da anni consapevole del segreto del villaggio, da una confessione involontaria del padre del capovillaggio Elmo Seril, ovvero che nelle viscere della montagna che si erge poco distante è imprigionato, in un sonno perenne, Caen. Costui è un Reietto, un essere umano sottoposto a esperimenti da parte di un antico e oscuro ordine ora distrutto, i Cenobiti Jikima, che dopo secoli si è risvegliato, con un odio irrefrenabile a muoverlo.
Messo in crisi dalla gravità della minaccia, tale da non riuscire ad affrontarlo con le sue sole forze, Alben si reca presso la casa di Ian Aranill e gli chiede supporto nella ricerca di informazioni per poter sconfiggere il Reietto. Messo al corrente della situazione Ian, affiancato dai suoi amici, l'orco Gmor Burpen e l'elfa Sera di Frondascura, parte insieme al mago verso la fortezza di Malagan. Presso di essa infatti il Lùresindo pensa di ottenere risposte.
Dopo alcuni giorni di cammino il gruppo raggiunge la fortezza e trova una carneficina: i soldati della guarnigione sembrano essere stati bruciati da un fuoco intenso e Alben scopre che la sua fonte di informazioni è scomparsa. Il mago aveva avuto l'intenzione di interrogare la prigioniera della fortezza, una Reietta chiamata Loenia, che la casata dei Malagan teneva segregata da anni. Sconcertati da questa rivelazione inattesa, Ian, Gmor e Sera osservano, tramite un incantesimo di Alben, la fuga e la vendetta della Reietta: dopo aver compiuto il massacro Loenia ha interrogato il comandante della fortezza, Huy Malagan, riguardo a qualcosa che non comprendono per poi ucciderlo.
Lasciata la fortezza, il gruppo si dirige verso Sud poiché se avesse scelto la direzione opposta l'avrebbero certamente incrociata lungo la via per la fortezza. Raggiunta una locanda vi pernottano e il Lùresindo ne approfitta per immergersi in un sonno magico e cercare la mente di Loenia con l'intenzione di localizzarla e raggiungerla. Il mattino seguente Alben rivela di esserci in parte riuscito e di aver capito la sua destinazione: Lasuhre, la Città Rossa, la città dei piaceri, che sorge nel deserto delle Satrapie Nomadi, regione nell'estremo Sud dell'Impero.
Da quanto Alben ha saputo trarre dalla mente di Loenia, in quella città opera la casata Jayss che riforniva i Malagan di una sostanza che permetteva il sostentamento della Reietta. Provata dalla prigionia e dallo sforzo profuso nell'attuare la sua vendetta, Loenia si sta dirigendo a Lashure per ottenere quella sostanza, che deriva da un composto, i Fluidi, elaborato dai Cenobiti per trasformare umani in Reietti. Loenia vuole ritemprarsi per potersi dirigere da Caen, che anche dal profondo della montagna in cui risiede, è riuscito a mettersi in contatto con lei.
Gmor chiese al mago di raccontare loro cosa sapesse davvero di tutta quella storia. Alben sentendo di dover essere completamente sincero nei loro confronti narrò ciò di cui era venuto a conoscenza: tre secoli prima, il re di Candarya ricevette l'incarico imperiale di reprimere la rivolta di un ex-satrapo ribelle che aveva riunito un'intera legione al suo servizio. Il re chiese la collaborazione dei Jikima che gli fornirono una ventina di Reietti. Insieme alle truppe candaryane ebbero ragione del nemico, ma i Reietti sopravvissuti iniziarono ad agire come predoni e questo portò ad una caccia che costò molte vite ma che riuscì. Queste notizie giunsero ai Lùresindi che raccolsero l'occasione per sbarazzarsi dei Jikima e delle loro pratiche oscure. La loro base, il monastero-fortezza di Ras Jeben, venne espugnato ma alcuni Cenobiti riuscirono a fuggire e alcuni Reietti a sopravvivere. Loenia e Caen furono tra questi e vennero imprigionati in gran segreto, affidati alle famiglie Malagan e Seril.
Compreso il pericolo dei Reietti e la necessità di mantenere la cosa segreta, poiché se si fosse venuto a sapere Thule avrebbe pagato caro il proprio coinvolgimento in quella storia, Alben li informa anche come avrebbero fatto a convincere Loenia a passare dalla loro parte: usando la pietra Mnolter un oggetto arcano che i Jikima utilizzavano per privare di ricordi e identità i loro soggetti per renderli degli assassini perfetti. Avrebbero offerto a Loenia la sua vecchia vita in cambio del suo aiuto.
Alben e Sera sarebbero andati a Ras Jeben per ritrovare la pietra, mentre Ian e Gmor si sarebbero diretti a Lasuhre, passando prima dal villaggio di Molehan, poiché il mago aveva percepito un grande interesse per quel luogo nella mente della Reietta.
Gmor e Ian giungono al villaggio in un giorno piovoso. Ian percepisce immediatamente che qualcosa non va ma decidono di immergersi nelle vie del villaggio. E cadono nella trappola che Loenia aveva teso per loro: tutti gli abitanti del villaggio, privati della loro coscienza, attaccano senza remore o freni i due guerrieri che non possono far altro che difendersi e contrattaccare nonostante la tragicità della situazione. Riusciti a sopravvivere, Ian trova i bambini del villaggio, chiusi incolumi all'interno del mulino e li affida ad un villaggio vicino. Dato fuoco alla casa del capovillaggio di Molehan con all'interno tutti i defunti, come fosse una enorme pira funebre, Ian e Gmor riprendono il loro viaggio verso Sud.
Alben e Sera nel frattempo giungono al monastero di Ras Jeben, una vera fortezza esagonale chiusa al mondo esterno. Aperti i sigilli imposti secoli prima, si dirigono all'interno del monastero: esso è solo leggermente illuminato dalla fioca luce proveniente dall'esterno ed è pregno dell'antica magia dei Lùresindi che combatterono in quel luogo contro i Cenobiti, tale da destabilizzare il vecchio mago. Mentre si addentrano, Sera scopre un giardino botanico che un tempo era utilizzato per rendere gli abitanti di Ras Jeben autosufficienti. Da lì raggiungono i laboratori della fortezza, dove trovano gli strumenti che venivano adoperati per la trasformazione in Reietti. Continuando la loro ricerca trovano la stele di ferro dove dovrebbe essere incastonata la pietra Mnolter, che riescono a rinvenire grazie all'energia magica di Alben.

## Personaggi
- Ian Aranill
- Gmor Burpen
- Sera di Frondascura
- Alben
- Loenia

## Edizioni
- Stefano Vietti, Dragonero - La maledizione di Thule, collana Chrysalide, Mondadori, 2014,  p. 288, ISBN 978-88-046-4255-8.